# Саратога (Калифорнија)
Саратога (енгл. Saratoga) град је у америчкој савезној држави Калифорнија. По попису становништва из 2010. у њему је живело 29.926 становника.

## Демографија
Према попису становништва из 2010. у граду је живело 29.926 становника, што је 83 (0,3%) становника више него 2000. године.
| Група             | 2000.          | 2010.          |
| Белци             | 19.434 (65,1%) | 15.431 (51,6%) |
| Афроамериканци    | 115 (0,4%)     | 94 (0,3%)      |
| Азијати           | 8.679 (29,1%)  | 12.376 (41,4%) |
| Хиспаноамериканци | 936 (3,1%)     | 1.034 (3,5%)   |
| Укупно            | 29.843         | 29.926         |